# تیم ملی فوتبال زیر ۲۱ سال بلاروس
تیم ملی فوتبال زیر ۲۱ سال بلاروس (انگلیسی: Belarus national under-21 football team) یا تیم ملی فوتبال جوانان بلاروس، نماینده کشور بلاروس در مسابقات فوتبال جوانان اروپا و جهان است که تحت نظر فدراسیون فوتبال بلاروس فعالیت می‌کند. 